# Artsiom Kozyr
Artsiom Kozyr –en bielorruso, Арцём Козыр– (10 de mayo de 1990) es un deportista bielorruso que compite en piragüismo en la modalidad de aguas tranquilas.
Ganó cuatro medallas en el Campeonato Mundial de Piragüismo, entre los años 2015 y 2019, y cuatro medallas en el Campeonato Europeo de Piragüismo entre los años 2015 y 2021. En los Juegos Europeos de Minsk 2019 obtuvo una medalla de oro en la prueba de C1 200 m.

## Palmarés internacional
| Campeonato Mundial | Campeonato Mundial          | Campeonato Mundial | Campeonato Mundial |
| Año                | Lugar                       | Medalla            | Competición        |
| ------------------ | --------------------------- | ------------------ | ------------------ |
| 2015               | Milán (Italia)              | Medalla de oro     | C1 200 m           |
| 2017               | Račice (República Checa)    | Medalla de oro     | C1 200 m           |
| 2018               | Montemor-o-Velho (Portugal) | Medalla de oro     | C1 200 m           |
| 2019               | Szeged (Hungría)            | Medalla de plata   | C1 200 m           |
| Juegos Europeos    |                             |                    |                    |
| Año                | Lugar                       | Medalla            | Competición        |
| 2019               | Minsk (Bielorrusia)         | Medalla de oro     | C1 200 m           |
| Campeonato Europeo |                             |                    |                    |
| Año                | Lugar                       | Medalla            | Competición        |
| 2015               | Račice (República Checa)    | Medalla de plata   | C1 200 m           |
| 2016               | Moscú (Rusia)               | Medalla de bronce  | C1 200 m           |
| 2018               | Belgrado (Serbia)           | Medalla de bronce  | C1 200 m           |
| 2021               | Poznań (Polonia)            | Medalla de plata   | C1 200 m           |